# 新庄町 (奈良県)
新庄町（しんじょうちょう）は、かつて奈良県にあった町。北葛城郡に属した。2004年10月1日に同郡當麻町と合併して葛城市となった。合併後の人口は約3万5000人。

## 歴史
古代の大和国忍海郡の地であり、葛木御県神社（葛木）・葛木坐火雷神社（笛吹）・角刺神社（忍海）などの延喜式内社を残す。また謎の女王・飯豊青尊の忍海角刺宮の伝承地で、北花内には飯豊天皇陵とされる前方後円墳がある。

### 沿革
- 1889年（明治22年）4月1日 - 町村制施行により、葛下郡新庄村・寺口村・葛木村・南藤井村・大屋村・北花内村・柿本村・笛堂村・西室村・東室村・北道穂村・南道穂村・弁之庄村・中戸村・疋田村の区域をもって新庄村が発足。
- 1896年（明治29年）3月29日 - 所属郡が北葛城郡に変更。
- 1923年（大正12年）8月31日 - 新庄村が町制施行して新庄町となる。
- 1956年（昭和31年）5月3日 - 南葛城郡忍海村を編入。
- 1956年（昭和31年）7月10日 - 大字東辻・北十三を南葛城郡御所町に編入。
- 1957年（昭和32年）10月2日 - 大字柳原・出屋敷・今城を御所町に編入。
- 1975年（昭和50年） - 「新庄町町歌」および「新庄音頭」を制定。
- 2004年（平成16年）10月1日 - 當麻町と合併して葛城市が発足。同日新庄町廃止。

## 県の施設
- 県社会教育センター（寺口）

## 行政
- 町長:吉川義彦

## 姉妹都市・友好都市

### 国内
- 新庄市（山形県）
- 新庄村（岡山県真庭郡）
  - 以上、1986年8月24日友好自治体連携[注 1]